# Блізнєцов Геннадій Олексійович
Генна́дій Олексі́йович Блізнєцо́в (6 січня 1941 , Харків ) — радянський легкоатлет, що спеціалізується на стрибках з жердиною, дворазовий учасник Олімпійських ігор (1964 та 1968 роки), чемпіон Європейських легкоатлетичних ігор у приміщенні та Універсіади.

## Життєпис
Закінчив Харківський політехнічний інститут (1965 рік) та Харківський педагогічний інститут (1984 рік).
У 1963 році чемпіон Універсіади, яка відбулася в Порту-Алегрі (4,60 м). Наступного року поїхав на Олімпійські ігри в Токіо, ставши п'ятим у фіналі (4,95 м).
У 1965 році став першим радянським спортсменом, який подолав висоту 5,00 м.
У 1966 році чемпіон Європейських легкоатлетичних ігор в приміщенні (4,90 м). У подальшій кар'єрі він тричі поспіль (1967—1969) ставав срібним призером цих змагань.
У 1968 виступив на Олімпійських іграх в Мехіко, де показав один із найкращих результатів у кар'єрі (5,30 м), але посів лише шосте місце.
З 1974 по 1991 роки працював старшим викладачем кафедри фізкультури та спорту Воєнної інженерної радіотехнічної академії імені Л. А. Говорова. З 2000 року тренер-викладач з настільного тенісу ДЮСШ.

## Кар'єра
| Рік              | Змагання                                     | Місто                  | Місце            | Примітки         |                  |
| Представник СРСР | Представник СРСР                             | Представник СРСР       | Представник СРСР | Представник СРСР | Представник СРСР |
| ---------------- | -------------------------------------------- | ---------------------- | ---------------- | ---------------- | ---------------- |
| 1963             | Універсіада                                  | Порту-Алегрі, Бразилія | 1                | 4.60 м           |                  |
| 1964             | Олімпійські ігри                             | Токіо, Японія          | 5                | 4.95 м           |                  |
| 1965             | Універсіада                                  | Будапешт, Угорщина     | 2                | 4.90 м           |                  |
| 1965             | Кубок Європи                                 | Штутгарт, ФРН          | 3                | 4.80 м           |                  |
| 1966             | Європейські легкоатлетичні ігри в приміщенні | Дортмунд, ФРН          | 1                | 4.90 м           |                  |
| 1966             | Чемпіонат Європи                             | Будапешт, Угорщина     | —                | NH               |                  |
| 1967             | Європейські легкоатлетичні ігри в приміщенні | Прага, Чехословаччина  | 2                | 4.90 м           |                  |
| 1967             | Кубок Європи                                 | Київ, Українська РСР   | 2                | 5.05 м           |                  |
| 1968             | Європейські легкоатлетичні ігри в приміщенні | Мадрид, Іспанія        | 2                | 5.10 м           |                  |
| 1968             | Олімпійські ігри                             | Мехіко, Мексика        | 6                | 5.30 м           |                  |
| 1969             | Європейські легкоатлетичні ігри в приміщенні | Белград, Югославія     | 2                | 5.10 м           |                  |
| 1970             | Чемпіонат Європи в приміщенні                | Відень, Австрія        | 6                | 5.00 м           |                  |

| Рік  | Результат | Дата          | Місто           | Місце |
| ---- | --------- | ------------- | --------------- | ----- |
| 1963 | 4,70 м    | 10—15 серпня  | Москва          | I     |
| 1964 | 4,80 м    | 27—30 серпня  | Київ            | I     |
| 1965 | 5,00 м    | 9—17 жовтня   | Алмати          | I     |
| 1966 | 5,00 м    | 12—14 серпня  | Дніпропетровськ | I     |
| 1967 | 5,00 м    | 28—1 серпня   | Москва          | II    |
| 1968 | 5,12 м    | 15—18 серпня  | Ленінакан       | I     |
| 1969 | 5,00 м    | 17—20 серпня  | Київ            | II    |
| 1970 | 5,20 м    | 12—14 вересня | Мінськ          | I     |
| 1971 | 5,10 м    | 16—19 липня   | Москва          | II    |
| 1972 | 5,20 м    | 17—20 липня   | Москва          | I     |